# Nationalhymne Nepals
Sayaun Thunga Phulka (Nepali: सयौं थूंगा फूलका, Sayaű thűgā phūlkā; „Hunderte von Blumen“) ist die Nationalhymne Nepals. Sie wurde von Amber Gurung komponiert, der Text stammt vom Lyriker Byakul Maila. Am 3. August 2007 wurde sie vom Repräsentantenhaus zur Nationalhymne erklärt.

## Text der Nationalhymne

### Nepali
सयौं थूंगा फूलका हामी, एउटै माला नेपाली

सार्वभौम भइ फैलिएका, मेची-महाकाली।

प्रकृतिका कोटी-कोटी सम्पदाको आंचल

वीरहरूका रगतले, स्वतन्त्र र अटल।

ज्ञानभूमि, शान्तिभूमि तराई, पहाड, हिमाल

अखण्ड यो प्यारो हाम्रो मातृभूमि नेपाल।

बहुल जाति, भाषा, धर्म, संस्कृति छन् विशाल

अग्रगामी राष्ट्र हाम्रो, जय जय नेपाल।

### Transliteration
Sayaű thűgā phūlkā hāmī, euṭai mālā nepālī

Sārvabhaum bhai phailiekā, Mecī-Mahākālī

Prakṛtikā koṭī-koṭī sampadāko ā̃cala,

Vīrharūkā ragatale, svatantra ra aṭala

Gyānabhūmi, śāntibhūmi Tarāī, pahāḍ, himāla

Akhaṇḍa yo pyāro hāmro mātṛbhūmi Nepāla

Bahul jāti, bhāṣā, dharma, sãskṛti chan biśāla

Agragāmī rāṣṭra hāmro, jaya jaya Nepāla

### Deutsche Übersetzung
Wir sind hunderte von Blumen, eine Girlande - Nepali

souverän, es erstreckt sich von Mechi bis nach Mahakali.

Es häuft alle Bodenschätze an,

Beim Blut der Helden ist es unabhängig und unerschütterlich.

Land des Wissens, Land des Friedens, Terai, Hügel, Berge

Unteilbar sei dies geliebte unser Mutterland Nepal.

Die verschiedenen Rassen, Sprachen, Religionen und Kulturen sind so beträchtlich

Unsere fortschrittliche Nation, lang lebe, lange lebe Nepal.

## Ehemalige Nationalhymne
Die Musik wurde 1899 von Bakhat Bahadur Budhapirthi komponiert, der Text 1924 von Chakra Pani Chalise geschrieben. Rashtriya Gan wurde 1962 als Nationalhymne eingeführt. Am 19. Mai 2006 entschied das nepalesische Parlament, die Hymne zu ändern, da sie ein Loblied auf den Monarchen darstelle. Die Hymne erhielt vorübergehend einen abgeänderten Text.

### Alte Königshymne (bis 2006)
| Nepali                                                                                                  | Transliteration | Englisch | deutsche Übersetzung |
| --- | --- | --- | --- |
| श्रीमान् गम्भीर नेपाली प्रचण्ड प्रतापी भूपति श्री ५ सरकार महाराजाधिराजको सदा रहोस् उन्नति राखुन् चिरायु ईशले प्रजा फैलियोस् पुकारौ जय प्रेमले हामी नेपाली साराले | śrīmān gambhīra nepālī prachaṇḍa pratāpī bhūpati śrī pānc sarkār mahārājādhirājako sadā rahos unnati rakhun cirāyu īśale prajā phailiyos pukārau jaya premale hāmī nepālī sārāle | May glory crown you, courageous Sovereign, You, the gallant Nepalese, Shri Panch Maharajadhiraja, our glorious ruler, May he live for many years to come And may the number of his subjects increase. Let every Nepalese sing this with joy. | Möge Herrlichkeit Sie krönen, mutiger Herrscher, Sie, den galanten Nepalesen, Shri Panch Maharajadhiraja, unser glorreicher Herrscher, Möge er viele kommende Jahre leben Und möge die Zahl seiner Untertanen sich erhöhen. Lasst dies alle Nepalesen mit Freude singen. |